# Dascillus shandongianus
Dascillus shandongianus is een keversoort uit de familie withaarkevers (Dascillidae). De wetenschappelijke naam van de soort is voor het eerst geldig gepubliceerd in 1989 door Zhang.